# Där jag är e're alltid bäst
Där jag är e’re alltid bäst är ett studioalbum från år 2000 av Magnus Uggla. Det toppade den svenska albumlistan och producerades av Peter Kvint och Simon Nordberg.

## Låtlista
Alla texter är skrivna av Magnus Uggla och musik av Anders Henriksson och Magnus Uggla utom där annat angives.
1. "Stockholms heta nätter" (3.35)
2. "Nitar och läder" (4.03)
3. "Dumma flickor" (3.40)
4. "Morsan e’ okej" (3.23)
5. "Stockholms största teaser" (3.44)
6. "Hotta brudar" (3.08)
7. "I hela världen" (4.34)
8. "Testosteron" (3.53)
9. "Inte alls förbannad" (2.38)
10. "Kan det vara kärlek" (3.01) (Magnus Uggla)
11. "Klättermusen" (4.11)
12. "I himmelen" (3.46)

## Singlar
Sångerna "Där vi är ere alltid bäst" (Magnus Uggla), "Fröken Naiv" (Magnus Uggla), "Nitar & läder", "Hotta brudar", "Morsan é okej" och "Stockholms heta nätter" lanserades även på singel år 2000.

## Medverkande
- Magnus Uggla - Sång
- Per Lindvall - Trummor
- Jerker Odelholm - Bas
- Peter Kvint - Gitarr, synt, kör
- Pontus Frisk - Piano

## Listplaceringar
| Lista (2000-2001) | Position |
| ----------------- | -------- |
| Sverige           | 1        |